# Pipaluk Freuchen
Pipaluk Freuchen, fullständigt namn Pipaluk Jette Tukuminguaq Kasaluk Palika Häger Freuchen, född 1918 i Uummannaq, Grönland, död 1999, var en dansk-svensk författare, som bland annat är känd för barnboken Ivik.
Freuchen var dotter till den danske äventyraren Peter Freuchen och Navarana Mequpaluk, av inuitisk bakgrund. Hennes mor dog tidigt, och hon och hennes bror växte upp med sin fader på Grönland. Deras gemensamma liv har Peter Freuchen återberättat i Arctic Adventure: My Life in the Frozen North (1935).
1944-1953 var Freuchen gift med Bengt Häger, som hon fick en dotter tillsammans med.